# Olteni (Teleorman)
Olteni es una comuna ubicada en el distrito de Teleorman, Rumania.

## Superficie
Posee una superficie de 41,09 kilómetros cuadrados.

## Demografía
Hasta 2021 la población era de 3013 habitantes, con una densidad de población de 73,33 habitantes por kilómetro cuadrado.